# Billboard Music Award for Top Duo/Group
Der Billboard Music Award for Top Duo/Group ist ein im Rahmen des Billboard Music Award vergebener Musikpreis für Musikgruppen und Duos. Der Award wird seit 1998 vergeben. Mit drei Awards ist die britisch-irische Boygroup One Direction die am häufigsten ausgezeichnete Band.

## Übersicht

### 1990er
| Jahr            | Künstler | Ref |
| --------------- | -------- | --- |
| 1998            |          |     |
| Next            | [ 1 ]    |     |
| K-Ci & JoJo     | [ 1 ]    |     |
| Savage Garden   | [ 1 ]    |     |
| Third Eye Blind | [ 1 ]    |     |
| 1999            | [ 1 ]    |     |
| Backstreet Boys | [ 2 ]    |     |
| 98 Degrees      | [ 2 ]    |     |
| Sugar Ray       | [ 2 ]    |     |
| TLC             | [ 2 ]    |     |

### 2000er
| Jahr                | Künstler       | Ref |
| ------------------- | -------------- | --- |
| 2000                |                |     |
| Destiny’s Child     | [ 3 ]          |     |
| 2001                | [ 3 ]          |     |
| Destiny’s Child     | [ 4 ]          |     |
| 2002                | [ 4 ]          |     |
| Creed               | [ 5 ]          |     |
| Linkin Park         | [ 5 ]          |     |
| Nickelback          | [ 5 ]          |     |
| Puddle of Mudd      | [ 5 ]          |     |
| 2003                | [ 5 ]          |     |
| 3 Doors Down        | [ 6 ]          |     |
| Dixie Chicks        | [ 6 ]          |     |
| Linkin Park         | [ 6 ]          |     |
| Matchbox Twenty     | [ 6 ]          |     |
| 2004                | [ 6 ]          |     |
| Outkast             | [ 7 ]          |     |
| Hoobastank          | [ 7 ]          |     |
| Linkin Park         | [ 7 ]          |     |
| Maroon 5            | [ 7 ]          |     |
| 2005                | [ 7 ]          |     |
| Green Day           | [ 8 ]          |     |
| The Black Eyed Peas | [ 8 ]          |     |
| Destiny’s Child     | [ 8 ]          |     |
| The Killers         | [ 8 ]          |     |
| 2006                | [ 8 ]          |     |
| Nickelback          | [ 9 ]          |     |
| The Fray            | [ 9 ]          |     |
| The Pussycat Dolls  | [ 9 ]          |     |
| Rascal Flatts       | [ 9 ]          |     |
| 2007 – 2009         | nicht vergeben |     |

### 2010er
| Jahr                    | Künstler       | Ref |
| ----------------------- | -------------- | --- |
| 2010                    | nicht vergeben |     |
| 2011                    |                |     |
| The Black Eyed Peas     | [ 10 ]         |     |
| Bon Jovi                | [ 10 ]         |     |
| Lady Antebellum         | [ 10 ]         |     |
| Linkin Park             | [ 10 ]         |     |
| U2                      | [ 10 ]         |     |
| 2012                    | [ 10 ]         |     |
| LMFAO                   | [ 11 ]         |     |
| The Black Eyed Peas     | [ 11 ]         |     |
| Coldplay                | [ 11 ]         |     |
| Lady Antebellum         | [ 11 ]         |     |
| Maroon 5                | [ 11 ]         |     |
| 2013                    | [ 11 ]         |     |
| One Direction           | [ 12 ]         |     |
| Coldplay                | [ 12 ]         |     |
| Fun                     | [ 12 ]         |     |
| Maroon 5                | [ 12 ]         |     |
| Mumford & Sons          | [ 12 ]         |     |
| 2014                    | [ 12 ]         |     |
| Imagine Dragons         | [ 13 ]         |     |
| Florida Georgia Line    | [ 13 ]         |     |
| Macklemore & Ryan Lewis | [ 13 ]         |     |
| One Direction           | [ 13 ]         |     |
| OneRepublic             | [ 13 ]         |     |
| 2015                    | [ 13 ]         |     |
| One Direction           | [ 14 ]         |     |
| 5 Seconds of Summer     | [ 14 ]         |     |
| Florida Georgia Line    | [ 14 ]         |     |
| Magic!                  | [ 14 ]         |     |
| Maroon 5                | [ 14 ]         |     |
| 2016                    | [ 14 ]         |     |
| One Direction           | [ 15 ]         |     |
| Maroon 5                | [ 15 ]         |     |
| The Rolling Stones      | [ 15 ]         |     |
| Twenty One Pilots       | [ 15 ]         |     |
| U2                      | [ 15 ]         |     |
| 2017                    | [ 15 ]         |     |
| Twenty One Pilots       | [ 16 ]         |     |
| The Chainsmokers        | [ 16 ]         |     |
| Coldplay                | [ 16 ]         |     |
| Florida Georgia Line    | [ 16 ]         |     |
| Guns N’ Roses           | [ 16 ]         |     |
| 2018                    | [ 16 ]         |     |
| Imagine Dragons         | [ 17 ]         |     |
| The Chainsmokers        | [ 17 ]         |     |
| Coldplay                | [ 17 ]         |     |
| Migos                   | [ 17 ]         |     |
| U2                      | [ 17 ]         |     |
| 2019                    | [ 17 ]         |     |
| BTS                     | [ 18 ]         |     |
| Imagine Dragons         | [ 18 ]         |     |
| Dan + Shay              | [ 18 ]         |     |
| Maroon 5                | [ 18 ]         |     |
| Panic! at the Disco     | [ 18 ]         |     |

### 2020er
| Jahr                | Künstler | Ref |
| ------------------- | -------- | --- |
| 2020                |          |     |
| Jonas Brothers      | [ 19 ]   |     |
| BTS                 | [ 19 ]   |     |
| Dan + Shay          | [ 19 ]   |     |
| Maroon 5            | [ 19 ]   |     |
| Panic! at the Disco | [ 19 ]   |     |
| 2021                | [ 19 ]   |     |
| BTS                 | [ 20 ]   |     |
| AC/DC               | [ 20 ]   |     |
| AJR                 | [ 20 ]   |     |
| Dan + Shay          | [ 20 ]   |     |
| Maroon 5            | [ 20 ]   |     |
| 2022                | [ 20 ]   |     |
| BTS                 | [ 21 ]   |     |
| Glass Animals       | [ 21 ]   |     |
| Imagine Dragons     | [ 21 ]   |     |
| Migos               | [ 21 ]   |     |
| Silk Sonic          | [ 21 ]   |     |

## Häufigste Auszeichnungen und Nominierungen

### Siege
3 Auszeichnungen
- One Direction
- BTS

2 Auszeichnungen
- Destiny’s Child
- Imagine Dragons

### Nominierungen
8 Nominierungen
- Maroon 5

4 Nominierungen
- Coldplay
- Linkin Park
- One Direction

3 Nominierungen
- The Black Eyed Peas
- BTS
- Dan + Shay
- Imagine Dragons
- Destiny’s Child

2 Nominierungen
- Florida Georgia Line
- Lady Antebellum
- Nickelback
- Twenty One Pilots
- U2